# Bazzania vittata
Bazzania vittata là một loài rêu tản trong họ Lepidoziaceae. Loài này được (Gottsche) Trevis. miêu tả khoa học lần đầu tiên năm 1877.